# Этимология ойконима «Баку»

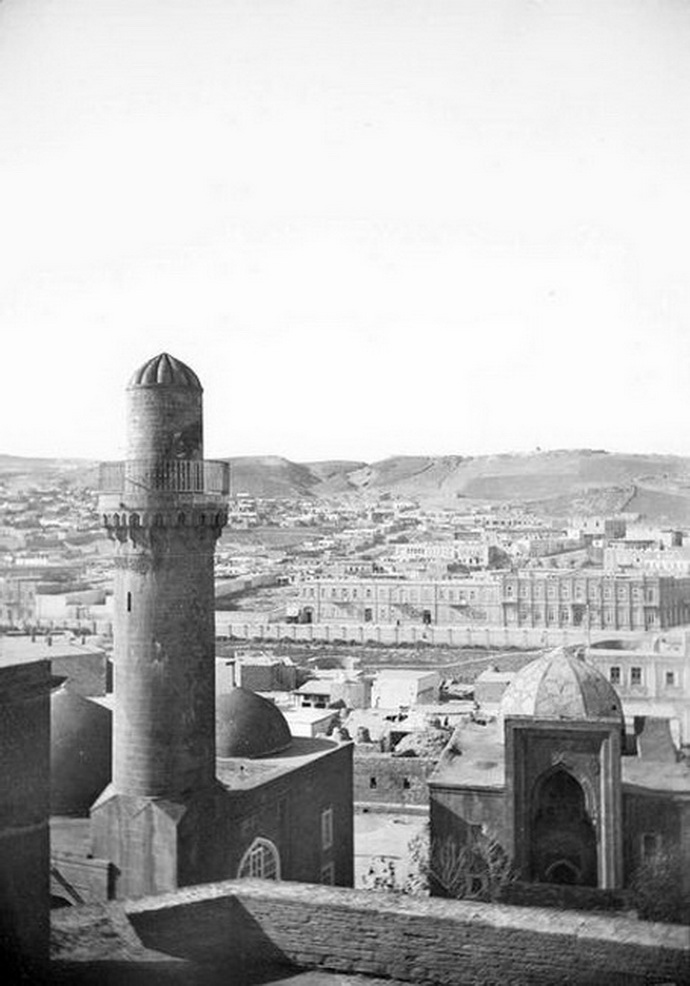
Баку в 1890 году.

Ойконим «Баку» соответствует древней своей форме и прошёл сложный путь видоизменений, являвшихся следствием исторических факторов. В современном топониме Баку видно древнее его значение, как «город Бога, место Бога», что связано с горящими фонтанами нефти и газа. Существует предположение о том, что слово «Баку» произошло от перс. باد كوبه‎ (бад кубе) — «обдуваемый ветром». Но подобное толкование считается народной этимологией и искажает древнюю форму написания слова.

## История
Ряд поселений на Апшероне получили своё название от населявших эти места в древности племён. Так, например, от названия населявших Апшеронский полуостров ираноязычных племён скифов-массагетов (маскутов) из династии парфянских Аршакидов произошло название селения Маштага, от мардов — Мардакян, от тюрков — Тюркан, от курдов — Кюрдахана. Некоторые племена же были огнепоклонниками и имели в этих местах свои храмы. Что касается Баку, то оно впервые упоминается в источниках V века. Византийский автор первой половины этого столетия Приск Панийский, описывая путь, ведущий из Скифии в Мидию, сообщает о «пышущем из морского камня пламени» близ Баку. Это первое хронологическое указание на огни близ Баку. Сара Ашурбейли отмечает, что слово «Атш», искажённое от «Атеш», означает огонь, название «Атши-Багуан» же — «огни Багуана», и что речь здесь идёт о Баку. Ахмед Кесреви отождествлял Атеши-Багуан с древним Баку и объяснял значение слова, как «город бога» или «место бога». Город так назывался потому, что в нём находился один из главных храмов огнепоклонников, а этимология названия города объясняется из древнеперсидского при Сасанидах. Арабский географ аль-Истахри в 930 году сообщает, что недалеко от Баку жили огнепоклонники.
После завоевания страны арабами уже в VIII веке слово «Багу» могло измениться, как отмечает Ашурбейли, в «Баку». Наиболее ранние написания различных вариантов слова «Баку» в арабоязычных и персоязычных источниках X века даются в следующей форме:
| Название города       | Источник               | Годы        |
| --------------------- | ---------------------- | ----------- |
| Бакух (араб. باكوه‎)   | Абу Исхак аль-Истахри  | 930 год     |
| Бакух (араб. باكه‎)    | аль-Масуди             | 943—944 гг. |
| Бакуйа (араб. باكويه‎) | Абу Дулаф аль-Хазраджи | 942—952 гг. |
| Баку (араб. باكو‎)     | «Худуд аль-алам»       | 982 год     |
| Бакух (араб. باكوه‎)   | аль-Мукаддаси          | 985 год     |

В последующих источниках название «Баку» даётся в следующем виде:
| Название города         | Источник |
| ----------------------- | --- |
| Бакух (араб. باكوه‎)     | аль-Бируни (XI век), Абу Хамид аль-Гарнати (XII век) |
| Баку (араб. باكو‎)       | Хагани Ширвани (XII век), Рашид-ад-Дин (XIV век), Хасан-бек Румлу (XVI век), Амин Ахмед ар-Рази (XVI—XVII вв.), Эвлия Челеби (XVII век), Хаджи Халифа (XVII век)                                         |
| Бакуйа (араб. باكويه‎)   | Якут аль-Хамави (XIII век), Насир ад-Дин Туси (XIII век), Закарийа Казвини (XIII век), Хамдуллах Казвини (XIV век), Абу-л-Фида (XIV век), Бакуви (XV век), Ибн Ийас (XVI век), Садик Исфахани (XVII век) |
| Бадкубе (араб. بادكوبه‎) | Дербенд-намэ, Искандер Мунши (XVII век), Мирза Мухаммед Мехди-хан Астерабади (XVIII век), Мухаммед-Хасан-хан Этемад ас-Салтане (XIX век)                                                                 |

Кесреви отмечает, что «Бадкубе» является более поздней и искажённой формой названия города, что в переводе с персидского означает «обдуваемый ветром» (бад — ветер, кубе от глагола кубидан — бить). Это название появилось в связи с сильными северными ветрами. Но подобное толкование является народной этимологией и искажает древнюю форму написания слова. Сокращённая форма этого написания в виде Бадкуйе (بادكويه) или Бадку (بادكو) встречается в XVI веке.

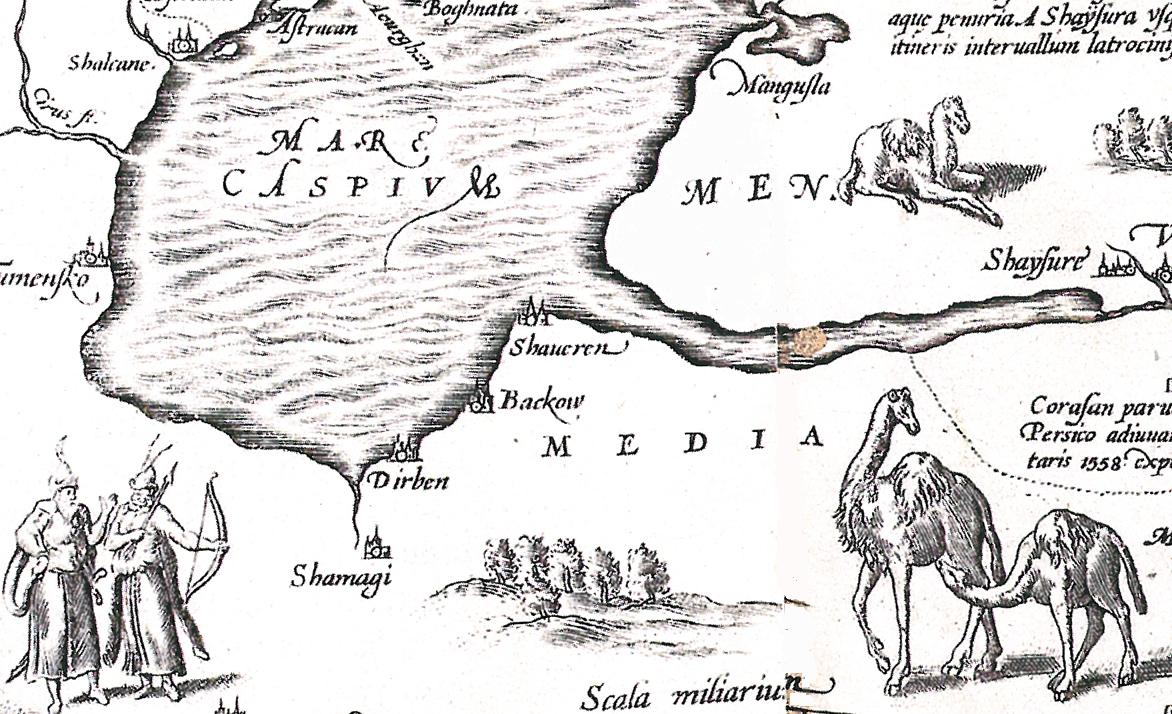
Баку (Backow) на карте Энтони Дженкинсона. Англо-голландская карта 1562 года (Лондон) с исправлениями 1598 года (Антверпен).

У европейских и русских географов и путешественников написание города Баку представляется в следующем виде:
| Название города | Источник             | Годы     |
| --------------- | -------------------- | -------- |
| Bacu            | Каталонская          | 1375 год |
| Bachu           | Фра Мауро            | 1459 год |
| Bachu           | Лезинская            | XV век   |
| Bacu            | Мартин Вальдземюллер | XVI век  |
| Backow          | Энтони Дженкинсон    | XVI век  |
| Baca            | Гарритс              | XVII век |
| Baca            | Фёдор Годунов        | 1613 год |
| Bakuie          | Адам Олеарий         | XVII век |
| Backu           | Ян Стрюйс            | XVII век |
| Backu           | Пальмквист           | XVII век |

Надписи, сохранившие название города Баку, имеются и на стенах мечетей, находящихся на территории старой крепости Ичери-шехер. Так, надпись, высеченная на камне в стене у основания минарета Джума мечети, передаёт содержание текста ярлыка ильхана Олджейту. Упоминаемое в ней слово «Баку» представлено в виде Бакуйа. На монетах, чеканенных в Баку в XIV—XV веках ильханами, джелаиридами и ширваншахами, слово «Баку» также изображено как «Бакуйа».

## Надпись на Атешгяхе

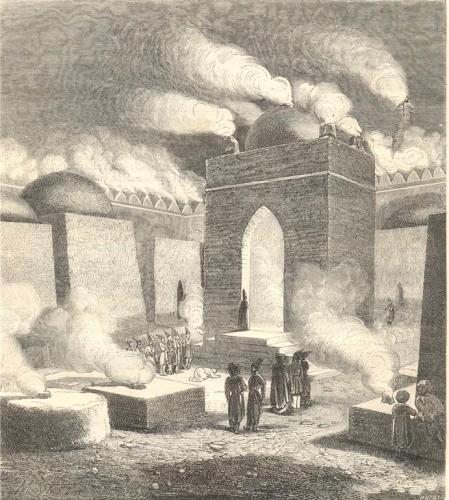
Храм Атешгях с горящими огнями. Рисунок 1860 года

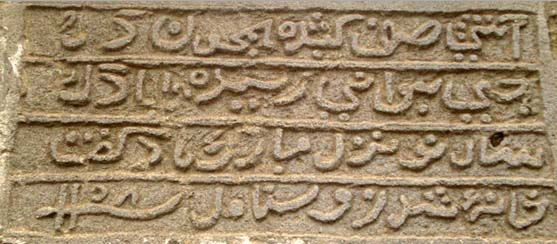
Надпись в храме огня Атешгях

В единственной персидской надписи на храме Атешгях, расположенном в Сураханском районе города, упоминается «Бадак» — сокращение от Бад-е кубе. Надпись написана в стихотворной форме и состоит из четырёх строк:
| Оригинал                                                                                              | Транслитерация | Перевод |
| --- | --- | --- |
| آتشی صف کشیده همچون دک جیی بِوانی رسیده تا بادک سال نو نُزل مبارک باد گفت خانۀ شد رو سنامد (؟) سنة ۱۱۵٨ | ātaši saf kešide hamčon dak jeyi bavāni reside tā bādak sāl-e nav-e nozl mobārak bād goft xāne šod ru *sombole sane-ye hazār-o-sad-o-panjāh-o-haštom | Огонь горит как сплошной ряд Исфахан(ец) из Бавана пришёл до Бадака «Да будет благословен наступающий Новый Год», — сказал он. Дом был поставлен в (месяце) Сомболе в год 1158-й |

В первой строке автор говорит о ряде или кольце огней, горящих в кельях вокруг храма. Во второй строчке автор говорит, что он родом из Исфахана и Бавана и достиг города Бадак. «Джей» — арабизированная форма от «Гай» — одного из ранних названий Исфахана.
Баван — небольшая деревня к югу от Исфахана. В Исфахане и его пригородах с начала XVII в. существовала зороастрийская община. При шахе Султане Хусейне (1694—1722) почти все зороастрийцы Исфахана были насильственно обращены в ислам, спаслись лишь немногие. До сих пор в районе Йезда есть семьи, ведущие своё происхождение от таких беглецов. Слово «Бадак» использовано как уменьшительное название города Баку для сохранения рифмы стиха (название Баку в источниках XVI—XVIII вв. в. писалось как Бадку, Бад-е кубе).
В третьей строчке говорится о наступающем Новом годе, в конце стиха упоминается созвездие Сомболе — созвездие Колоса (Девы), приходящееся на 22 августа — 22 сентября. В написании названия месяца мастер по ошибке переставил l и h в конце слова. В последней строке надписи местным резчиком по камню указан год — 1158-й, что соответствует 1745 г. н. э. и совпадает с датировкой соседней индуистской надписи, где указана дата Самват 1802, что тоже соответствует 1745 г. н. э.
Зороастрийцы Ирана использовали свой календарь, празднуя Новый Год (Новруз) в день весеннего равноденствия. Но в XI в. календарная система зороастрийцев пришла в упадок из-за того, что они перестали проводить високосные интеркаляции. Таким образом, Новруз по их календарю стал смещаться относительно своей изначальной даты и к 1745 г. день Новруза приходился на 22 сентября, то есть в период месяца Колоса. Данный календарь называется «кадми» и использовался зороастрийцами Ирана вплоть до XX века, когда они вновь восстановили традицию празднования Новруза в день весеннего равноденствия.